# Storia dei Paladini di Francia
La Storia dei Paladini di Francia è un lungo romanzo cavalleresco a dispense scritto da Giusto Lo Dico, il quale cucì insieme tra il 1858 e il 1860 i vari episodi del Ciclo carolingio dando loro una successione cronologica. Nel 1895 e 1902 l'opera fu ristampata con episodi aggiuntivi redatti dall'editore palermitano Giuseppe Leggio. Questo libro è la fonte primaria dell'Opera dei pupi.

## Origine e fortuna dell'opera
Giusto Lo Dico era un modesto ripetitore privato che aveva studiato da maestro elementare ma non era riuscito a conseguire il diploma. Tra il 1858 e il 1860 ricucì insieme e pubblicò a dispense un gran numero di romanzi e poemi cavallereschi italiani del Ciclo carolingio, dando loro una successione cronologica tale da poter seguire le vicende dei Paladini di Carlo Magno dall'infanzia alla morte. 
Questa vasta compilazione in prosa fu per tanti anni u libru per antonomasia, una Bibbia cui attinsero tutti i pupari siciliani per le loro rappresentazioni serali quotidiane. Su questo libro molti siciliani per diversi anni impararono a leggere, desiderando conoscere le avventure dei Paladini. Attraverso il testo e attraverso la drammatizzazione che ne facevano gli operanti si cristallizzò un importantissimo mito dell'immaginario collettivo siciliano tra Ottocento e Novecento: quello dei paladini armati, che fu per le classi popolari siciliane griglia d'interpretazione della realtà, atta a conferire un senso alle immagini del mondo, della società e della storia, e modello di riferimento per le azioni e i comportamenti quotidiani. 
L'opera si può leggere come: un documento storico-antropologico della cultura tradizionale siciliana, cercandovi i termini di riferimento del sistema di valori condiviso dalle classi popolari dell'isola; un'indagine sui modi e le tecniche narrative attraverso cui gli "artigiani" della letteratura popolare costruirono i loro romanzi; un antecedente letterario delle serate dell'opera dei pupi; o più semplicemente come un romanzo, pur prolisso e dalla prosa piatta e spesso ripetitiva dell'autore. 
L'opera, esauritasi rapidamente e continuamente richiesta, ebbe tanto successo che tra il 1895-97 e nel 1902 fu ristampata. L'editore Giuseppe Piazza si fece concedere dall'anziano Lo Dico il permesso di "correggere" e ampliare la sua opera, affidandone la redazione a Giuseppe Leggio.

## Edizioni
- Giusto Lo Dico, Storia dei Paladini di Francia, 13 volumi, 1858-1860
- Giusto Lo Dico, Storia dei Paladini di Francia. Cominciando dal re Pipino alla morte di Rinaldo, Tipografia Giacomo Lamantia, Palermo, 1895-97
- Giusto Lo Dico, Storia dei Paladini di Francia,  (con episodi aggiuntivi redatti dall’editore Giuseppe Leggio), Palermo, 1902
- Anonimo, Storia dei paladini di Francia da Carlo Magno imperatore fino alla sua morte, compresavi la battaglia di Roncisvalle, Edizione illustrata, Firenze, Adriano Salani Editore, 1909
- Giusto Lo Dico, Storia dei Paladini di Francia, 13 volumi, a cura di Felice Cammarata, Ristampa dell'edizione pubblicata nel 1902, Celebes Editore, Trapani, 1971-1972.
- Giusto Lo Dico, Storia dei Paladini di Francia, 13 volumi, a cura di Felice Cammarata, Clio, Catania, 1993-2000. [1]
- Anonimo, I Paladini di Francia, edizione condensata a cura di Antonio Esposito, prefazione di Maria di Maro, Alessandro Polidoro Editore, 2020. [2]